# Show Me the Way
Show Me the Way ist ein Lied des englischen Rockmusikers Peter Frampton, das im Juni 1975 als erste Single aus seinem vierten Studioalbum Frampton veröffentlicht wurde.
Der Song wurde erfolgreich, als er im Februar 1976 als erste Single aus seinem Livealbum Frampton Comes Alive! erneut veröffentlicht wurde. In den USA erreichte der Song Platz 6 der Billboard Hot 100 und Platz 10 der UK Singles Chart. Es wurde sein größter US-Hit bis I'm in You im Jahr 1977.

## Rezeption
Cashbox schrieb über die Studio-Single, dass „Peter sowohl instrumental als auch stimmlich eine dynamische Performance abliefert“ und dass „sein hochemotionaler Gesang von seinem gewohnt geschickten Gitarrenspiel ergänzt wird“.
Record World meinte, dass „Framptons Stimme und Gitarre klar sind und der Song ein schillernder Ohrenschmaus ist“. Wie Do You Feel Like We Do, eine weitere Single aus dem Album Frampton Comes Alive!, verwendet er in dem Song einen Talkbox-Effekt.

## Kommerzieller Erfolg

### Chartplatzierungen
| ChartsChartplatzierungen       | Höchstplatzierung | Wochen |
| ------------------------------ | ----------------- | ------ |
| Vereinigte Staaten (Billboard) | 6 (18 Wo.)        | 18     |
| Vereinigtes Königreich (OCC)   | 10 (12 Wo.)       | 12     |

| ChartsJahrescharts (1976)      | Platzierung |
| ------------------------------ | ----------- |
| Vereinigte Staaten (Billboard) | 50          |

### Auszeichnungen für Musikverkäufe
| Land/Region               | Auszeichnungen für Musikverkäufe (Land/Region, Auszeichnung, Verkäufe) | Verkäufe |
| ------------------------- | ---------------------------------------------------------------------- | -------- |
| Neuseeland (RMNZ)         | Platin                                                                 | 30.000   |
| Vereinigte Staaten (RIAA) | Gold                                                                   | 500.000  |
| Insgesamt                 | 1× Gold · 1× Platin ·                                                  | 530.000  |

## Coverversionen
Es sind 20 Coverversion verzeichnet, so nahm es Dinosaur Jr. 1987 als Bonustrack auf ihrem Album You're Living All Over Me auf.
Im Mai 2000 spielte Peter Frampton das Lied bei einem Auftritt mit den Foo Fighters in der Late Show mit David Letterman. 
2014 wurde es von Jake Kitchin als Hintergrundmusik für die Fernsehwerbung für Uncle Ben's Beginners Reis aufgenommen. Frampton nahm den Song erneut in einer Version für Akustikgitarre für seine 2016 erschienene CD Acoustic Classics auf.